# Jaguar Type E
 (octobre 2021).
Si vous disposez d'ouvrages ou d'articles de référence ou si vous connaissez des sites web de qualité traitant du thème abordé ici, merci de compléter l'article en donnant les références utiles à sa vérifiabilité et en les liant à la section « Notes et références ».
La Jaguar Type E (« Jaguar E-Type » au Royaume-Uni et « Jaguar XK-E » aux États-Unis) est une voiture de sport construite par le constructeur automobile britannique Jaguar dans les années 1960 et 1970. Présentée au salon international de l'automobile de Genève de 1961, elle succède à la série des XK. La production s’étend de 1961 à 1975 et se décline en trois modèles (cabriolet, coupé et 2+2), trois séries et deux éditions limitées.
La Type E, bien que rappelant la Jaguar Type D du point de vue de sa ligne, est pour l'époque d’une conception très moderne. C'est l'aérodynamicien Malcolm Sayer qui la dessina, sous le contrôle de William Lyons. Les évolutions et les modifications seront nombreuses tout au long de la vie du modèle, pour améliorer les performances, la sécurité, le confort, ou encore pour des questions de réglementation, particulièrement aux États-Unis, son principal marché. L'abandon du moteur six-cylindres en ligne en 1971 au profit d'un inédit moteur V12 Jaguar constitue l'une des modifications majeures.
En 1975, la Type E laisse la place à la XJS, moins sportive et moins chère à construire parce que fondée sur la plateforme XJ. 72 584 exemplaires de Type E ont été produits, constituant ainsi l’un des plus grands succès commerciaux de Jaguar. Son allure et ses performances, qui la distinguaient des autres voitures du même segment, en ont fait aujourd’hui un mythe automobile symbolisant les Swinging Sixties.

## Historique

### Conception et développement
La Type E est conçue au départ comme une automobile de compétition, évolution des D Type, elle est plus légère et équipée d'un moteur six-cylindres de 2,4 L développant 200 ch. Son nom était E Type A1, le « A » pour caisse en aluminium. Trois prototypes furent dessinés par Malcolm Sayer (en), en 1957 et 1958.

### Présentation, lancement et améliorations
La Type E est dévoilée au public le 15 mars 1961 à l'hôtel-restaurant du parc des Eaux-Vives, le long du lac Léman, la veille du salon de l'auto de Genève. Il s'agit du modèle coupé. L'usine en décida la commercialisation en 1959 avec une version en acier plus « Grand Tourisme », la E.
Ces modèles seront toujours beaucoup moins chers que leurs concurrents de l'époque (Ferrari, Aston Martin…). La vitesse maximum annoncée était de 240 km/h (150 mph) pour le modèle « presse ». La Type E, d'une ligne rappelant la D Type, n'était pas d'une conception complètement nouvelle : caisse autoporteuse monocoque avec un faux châssis en tubes carrés Reynolds à l'avant, c'était exactement le schéma des fameuses D de course. Quatre roues indépendantes, quatre freins à disques, une toute nouvelle suspension arrière dotée de quatre amortisseurs télescopiques avec ressorts intégrés et freins montés inboard contre le différentiel, le tout monté dans un berceau séparé.
La Type E est une voiture compliquée, coûteuse à entretenir du fait de sa conception, mais elle offre des performances et une tenue de route inégalées pour son époque. Son système de suspension arrière a été utilisé sur beaucoup de Jaguar, des Type S aux XJ en passant par la XJS. En 1961, ce fut un engouement extraordinaire dès qu'elle fut exposée dans les salons. Les vedettes et personnalités de l'époque l'achetèrent immédiatement.
Le coupé rassemble un interminable capot avec bossage central, un hayon arrière à ouverture latérale et un vaste espace pour les bagages, alors que le cabriolet dispose d'un coffre « symbolique ». Très rapidement un coupé 2+2 est ajouté à la gamme, avec deux petites places à l’arrière qui en faisaient presque une voiture familiale et qui pouvait être acheté avec une boite automatique (influence du marché américain).
À l'occasion du 60e anniversaire de la Type E, Jaguar sort une série limitée de six paires de E-Types 3.8 restaurées. Chaque paire de voitures rend hommage à deux des modèles les plus anciens et les plus célèbres : la 9600 HP et la 77 RW.

### Carrière sportive

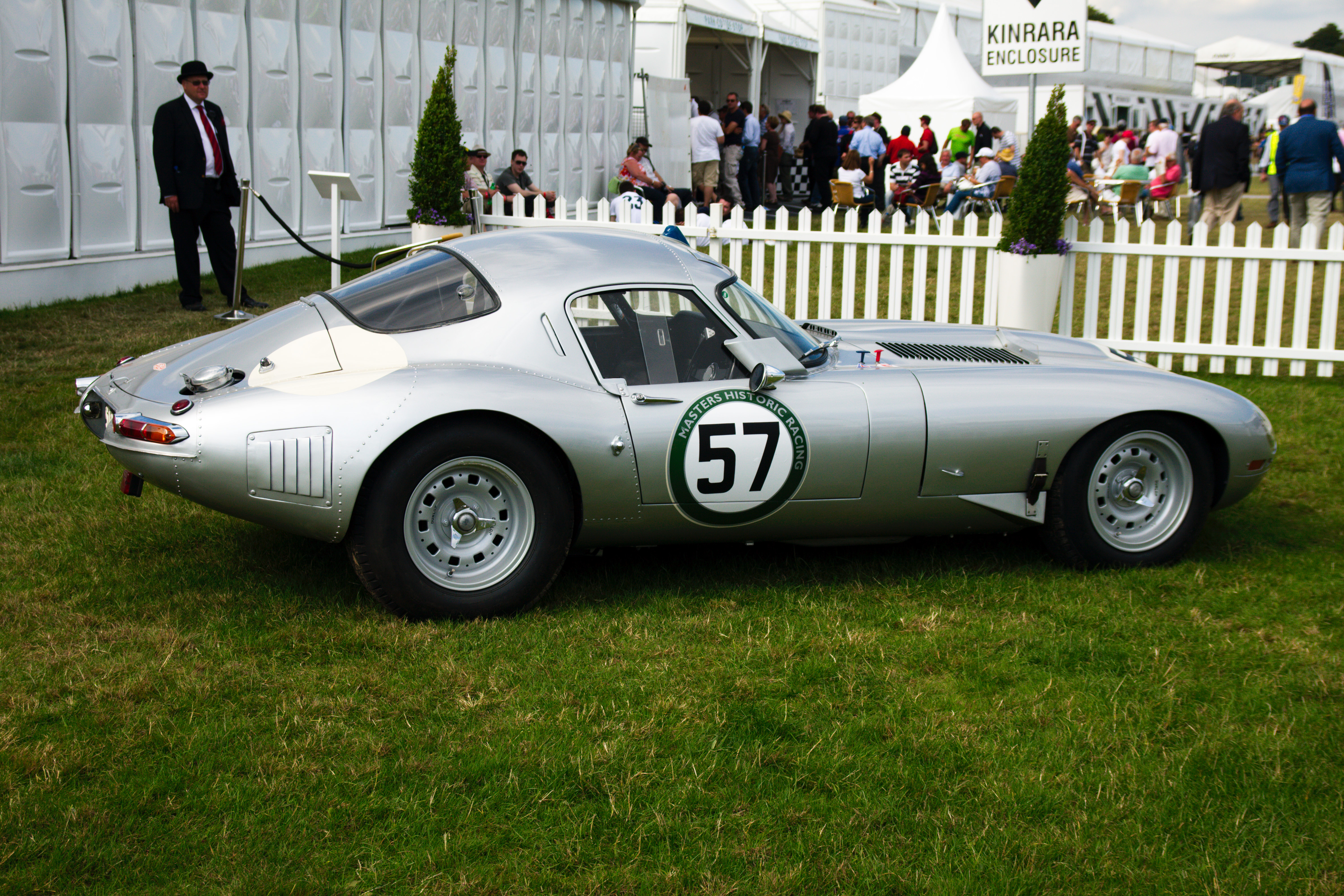
Jaguar Type-E Lightweight.

Sur le plan sportif elle eut une carrière en retrait pour les modèles de série, lesquels n'étaient pas assez légers, face en particulier aux Ferrari 250 GT. L'usine construisit alors les fameuses « Lightweight », au nombre de douze seulement, avec une carrosserie et un bloc moteur en aluminium, très rapides mais accumulant des soucis de fiabilité à cause des moteurs qui ne tenaient pas. L'usine rectifia le tir en remettant en service les blocs fonte préparés pour développer 300 ch. Deux de ces modèles sont engagés aux 24 Heures du Mans 1963, dont l'une termine à la neuvième place du classement général. De nombreuses versions participeront d'autres courses d'endurance, comme les 12 Heures de Sebring ou les 1 000 kilomètres du Nürburgring.
Souvent engagée dans des courses au Royaume-Uni où elle accumule au fil des ans un bon palmarès, elle participera aussi au Tour de France automobile après le retrait des MK2, et elle obtient le titre australien GT (en) en 1963 avec Bob Jane. La même année, Graham Hill remporte plusieurs épreuves nationales GT à son volant, et entre 1963 et 1964 Peter Lindner la fait encore participer au DARM, glanant quelques coupes supplémentaires. En décembre 1963, Hans Schenk gagne successivement le Trophée du Gouverneur et la Coupe des Bahamas. Entre 1964 et 1965, Peter Sutcliffe s'impose notamment au Prix de Paris GT, et Brian Redman aura même parfois l'occasion de la piloter.
De nos jours, les Types E engagées en VHC en France et en course sur circuit au Royaume-Uni et aux États-Unis sont devenues, avec des préparations poussées (340 ch), bien plus performantes, obtenant ainsi toujours plus de trophées. Le moteur reconnu comme étant le plus performant et efficace est le 3,8 L[réf. nécessaire].

## Les différentes versions

### Série 1 (1961-1967)

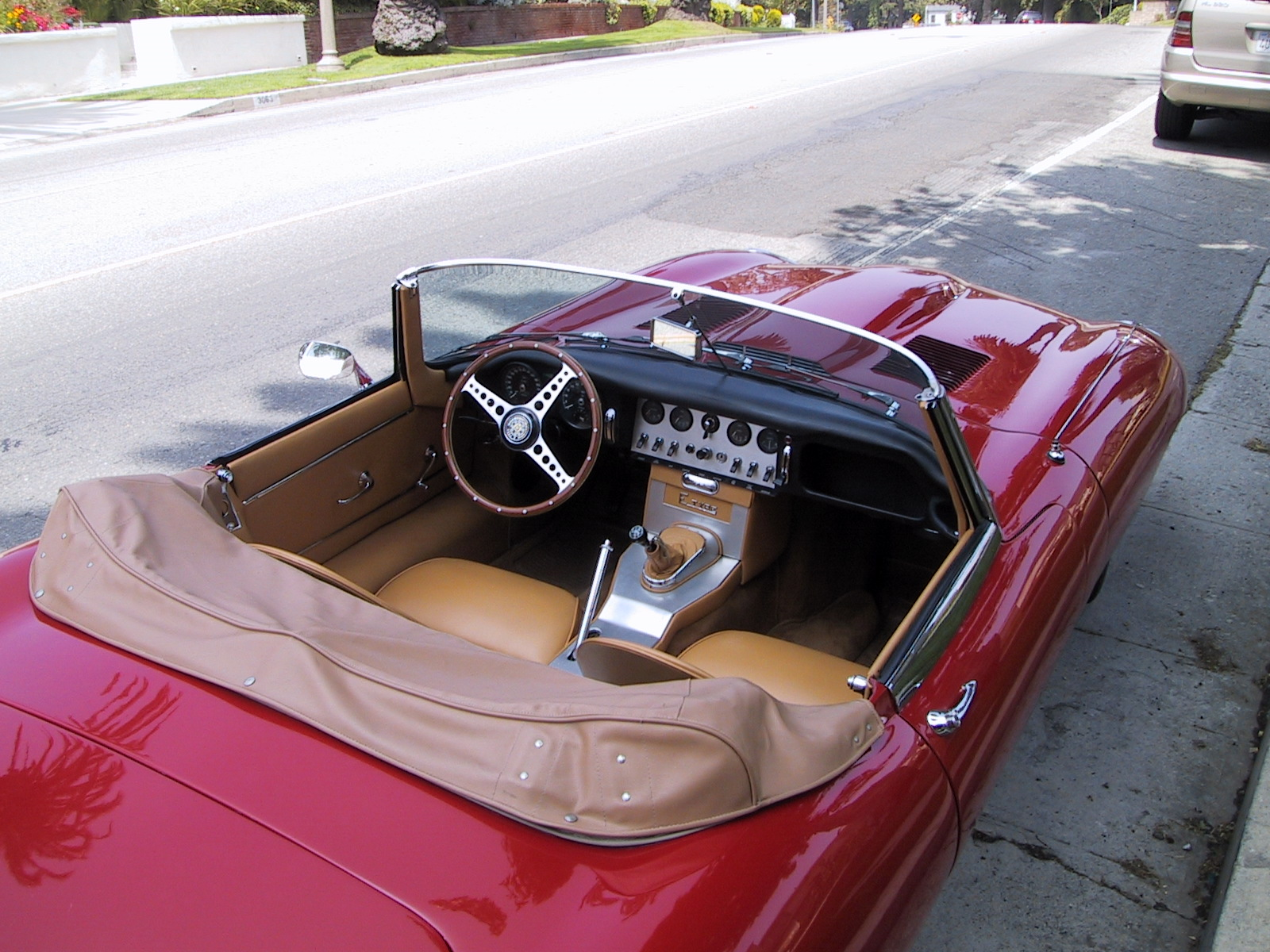
Jaguar E-Type Series 1 roadster.

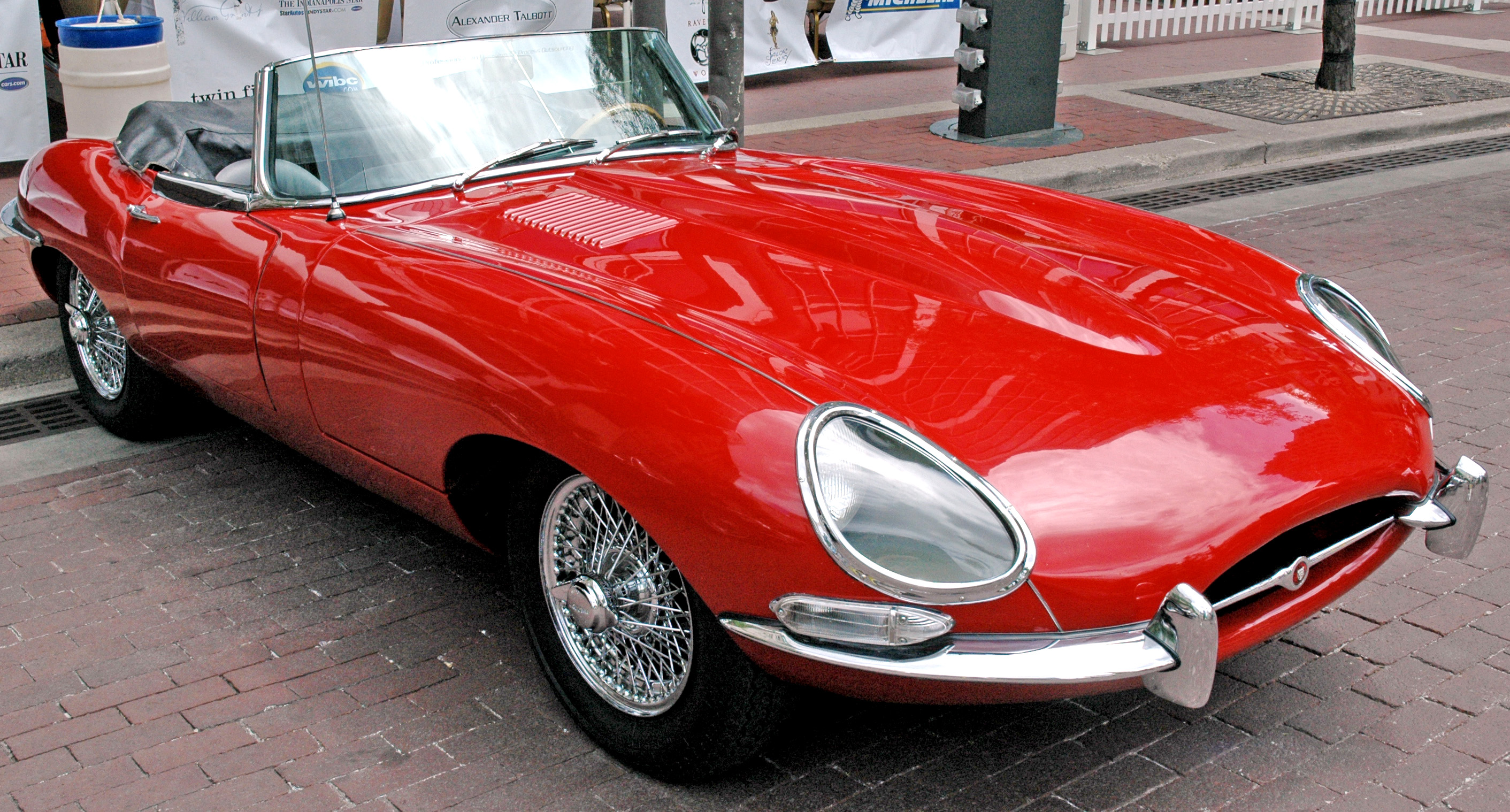
Jaguar E-Type Series 1 roadster.

C'est elle qui a fait naître le mythe et a inauguré l'ère des voitures de sport modernes. Présentée d'abord avec le célèbre moteur XK de 3,8 L six-cylindres, trois carburateurs SU, à double arbre à cames en tête (DOHC) de la Jaguar XK150S, cette série se décompose elle-même en deux versions selon la cylindrée du moteur, 3,8 (jusqu’en 1964) ou 4,2 litres. La puissance du moteur est de 265 bhp (boiler horsepower) soit 268,7 ch, et non de 265 ch comme on le lit souvent. Les modèles étaient d'abord déclinés en coupé ou en cabriolet, puis en 2+2 à partir de 1966. Le coupé deux-places n'est plus fabriqué à partir de la Série 3.
Les modèles de la série 1 se caractérisent par des phares carénés de verre, des demi pare-chocs antérieurs et postérieurs et des commutateurs de tableaux de bord type « aviation ». Les premiers modèles de 1961 à 1963 avaient un tableau de bord et une console centrale en aluminium ainsi que des sièges baquets et une boîte de vitesses Moss à première non-synchronisée, bruyante mais fiable. À partir de 1964, avec le passage à la 4,2 L, les sièges baquets firent place à des sièges inclinables plus confortables, et le tableau de bord et la console centrale furent recouverts de Rexine, un vinyle noir, au lieu de l’aluminium bouchonné. Le radiateur, le système de refroidissement et le ventilateur sont nettement améliorés sur la 4,2 L, puisque la 3,8 L est équipée d'un ventilateur électrique composé d'un moteur d'essuie-glace sur lequel est monté un morceau d'acier tordu en guise d'hélice. Cette voiture est d'ailleurs peu utilisable dans une circulation moderne encombrée sans ventilateur d'appoint. La boîte Moss a été remplacée par une boîte Jaguar entièrement synchronisée, plus agréable sinon efficace.
Les tout premiers modèles, produits en 1961 et jusqu'à janvier 1962, appelés « flat floor » (« plancher plat »), sont très recherchés, bien qu'ils soient plus inconfortables en raison de l'espace restreint réservé aux jambes. Le dessin très pur des deux versions (coupé et cabriolet) est dû à sir William Lyons.
Son prix de vente lors de la mise sur le marché allait de 43 000  à   61 000 dollars environ. La série 1 est la plus recherchée par les collectionneurs, sa cote ne cesse de monter, particulièrement depuis le cinquantenaire en 2011. La version 3,8 L en cabriolet est la plus demandée.

### Série 1 1/2 (1967)

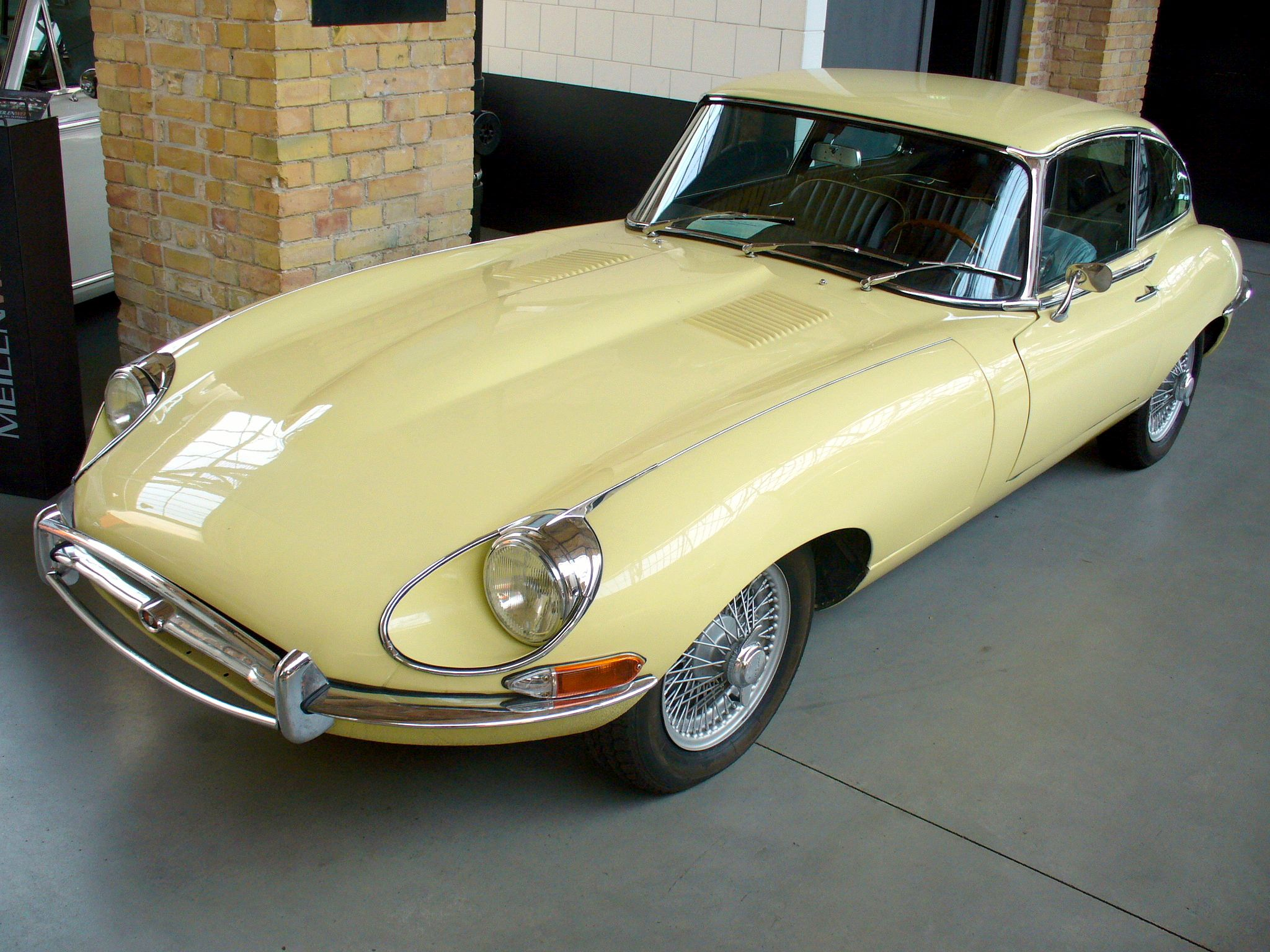
Jaguar E-Type Series 1,5 coupé 2+2.

C'est une série intermédiaire (et au nom officieux) qui n’a été construite qu’en 1967 pour répondre aux normes américaines de sécurité. Elle a vu l’évolution progressive (selon l'épuisement des pièces de la série 1) vers la série 2 avec des phares découverts rehaussés et l'intérieur de la série 2. Les pare-chocs restaient cependant identiques à ceux de la série 1. Une version allongée 2+2 est introduite, à la demande du marché américain, qui permet l'installation d'une boîte automatique à trois rapports Borg-Warner. Les modèles destinés à la Californie sont dotés de deux carburateurs Stromberg pour répondre aux normes antipollution de cet État. La puissance est réduite de 265 à 170 ch sur ces modèles.

### Série 2 (1968-1970)

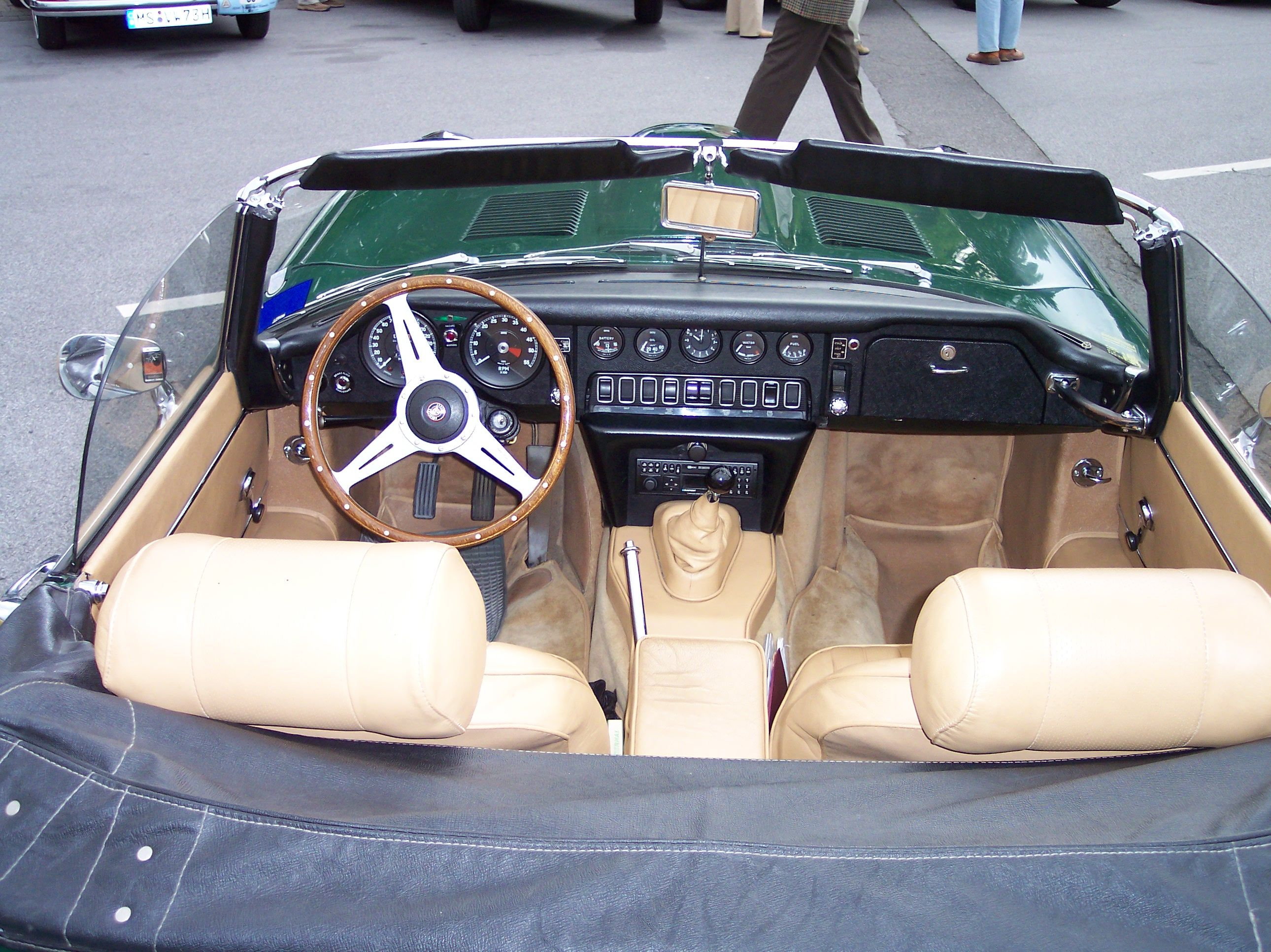
Jaguar E-Type Series 2 roadster.

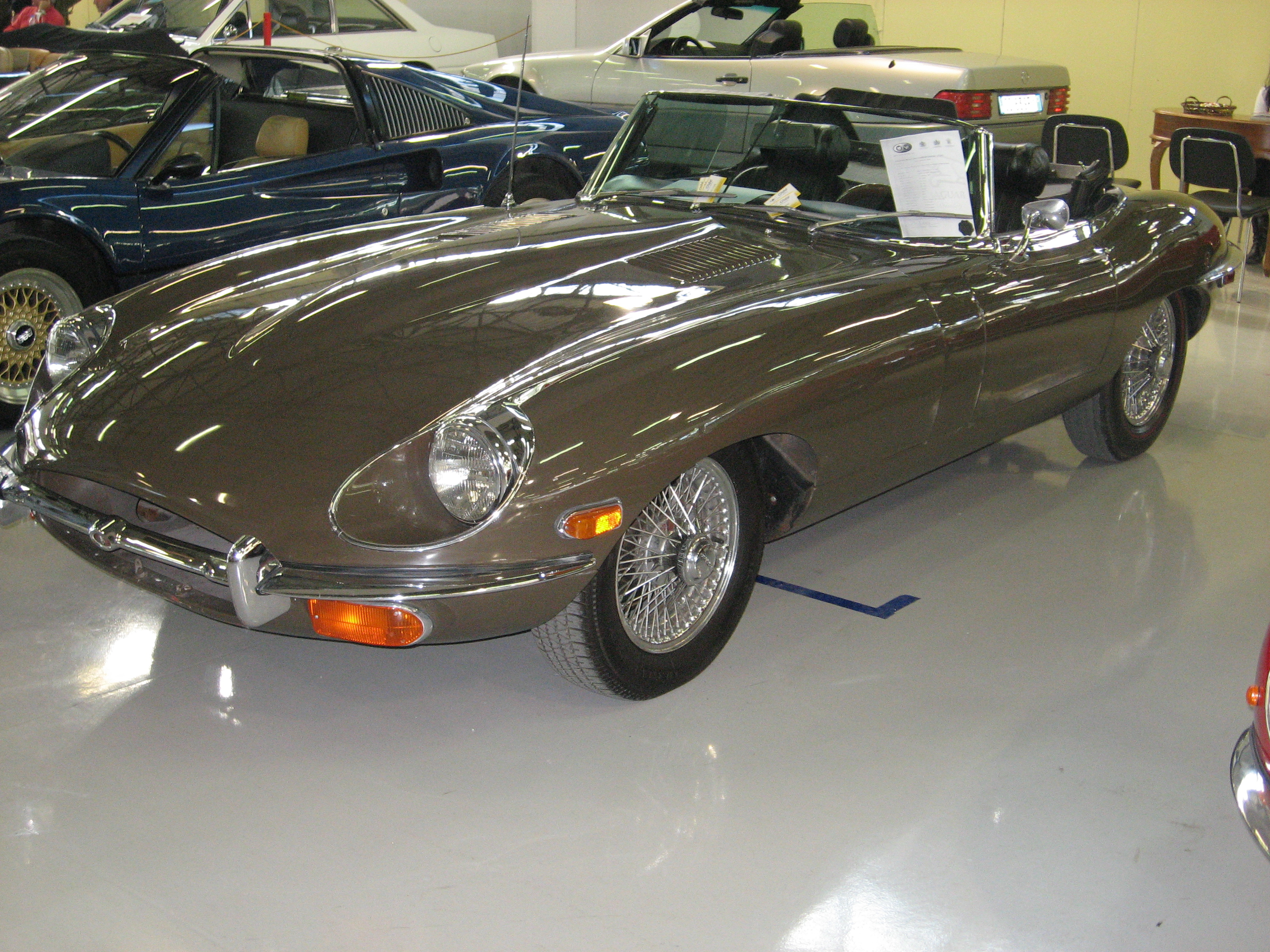
Jaguar E-Type Series 2 roadster.

La Type E subit quelques modifications techniques et esthétiques qui dénaturèrent la pureté originelle de la carrosserie. Ces modifications étaient liées aux exigences antipollution et aux normes de sécurité des États-Unis, premier marché pour Jaguar, ainsi qu'à la nécessité d'améliorer la fiabilité.
Esthétiquement, les différences extérieures portent essentiellement sur l'absence de carénage vitré des phares, des pare-chocs plus enveloppants et plus hauts, une entrée d'air plus grande à l'avant pour améliorer le refroidissement et à l'intérieur, un tableau de bord différent avec des interrupteurs basculants.
Sur le plan mécanique, aux États-Unis, les trois carburateurs SU HD8 sont remplacés par deux carburateurs Zenith-Stromberg, ce qui diminue la puissance de la voiture comme sur la série 1,5. Les versions européennes conservent les trois carburateurs SU HD8. Les freins à disque sont maintenant des Girling beaucoup plus performants que le système Dunlop des séries précédentes. La série 2 est la plus fiable (et la plus facile à conduire dans la circulation moderne) des Jaguars type E parce que dotée d'un meilleur circuit de freinage Girling et d'un gros radiateur refroidi par deux ventilateurs électriques.

### Série 3 (1971-1975)

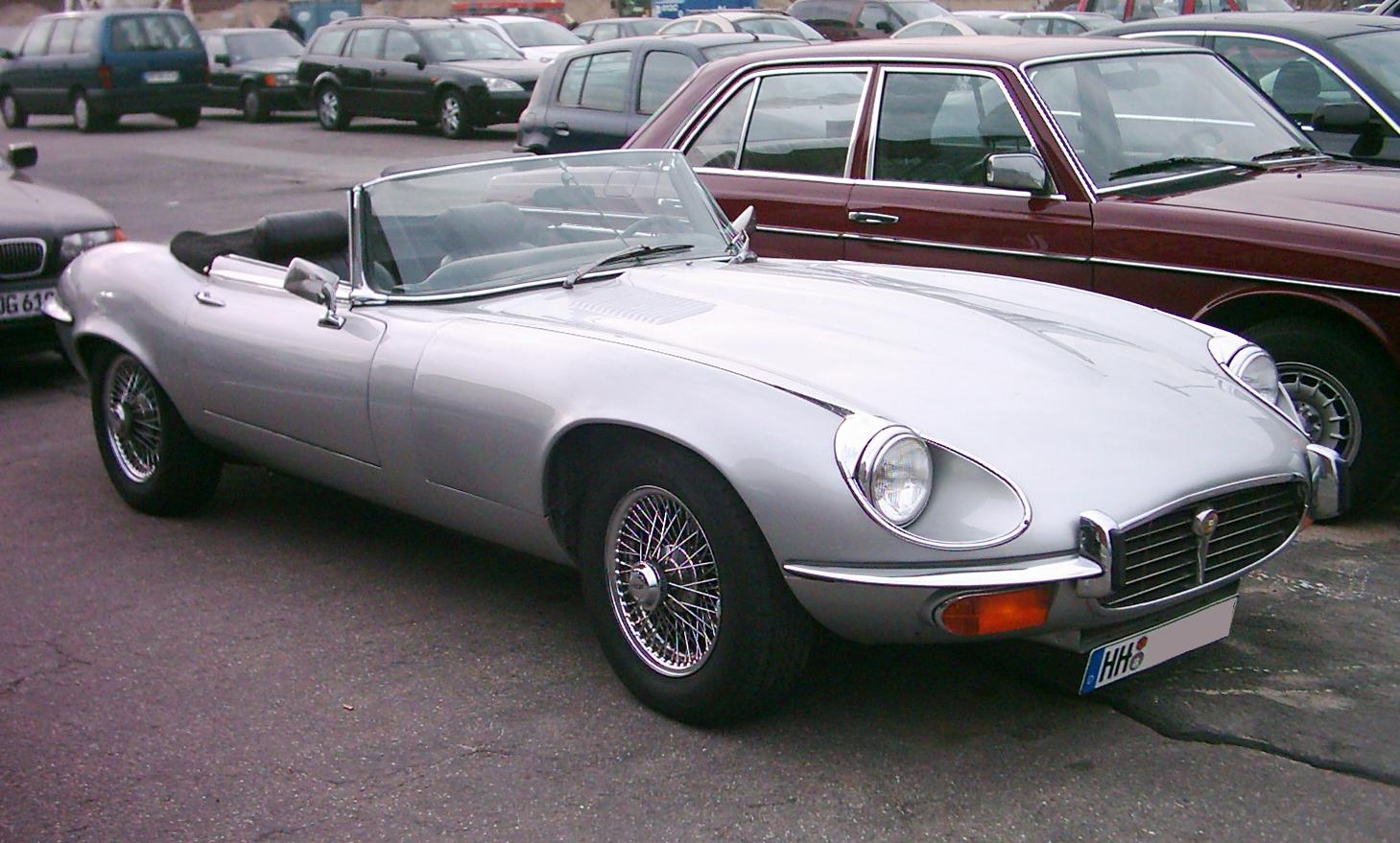
Jaguar E-Type Series 3 roadster.

Les modifications portent sur l'esthétique ainsi que sur la partie mécanique (élargissement de la voie), mais c'est surtout la mise en place du moteur V12 de 5,3 litres qui caractérise cette série, même si quelques exemplaires voient le jour avec la motorisation six-cylindres XK. Le gros moteur s'accompagne d'une grille de radiateur surdimensionnée, mais ce modèle connaît des problèmes de refroidissement malgré tout. Ce bloc est très moderne pour l'époque, rompant avec le classicisme des « longues courses » et du bloc en fonte des moteurs à six-cylindres. Bien entretenu, il s'avère plus fiable. La douceur de fonctionnement détonne par rapport au six-cylindres. et les reprises sont très puissantes grâce aux 46 mkg de couple.
La série 3 est fondée exclusivement sur la version 2+2 à l'empattement allongé car la boîte automatique est maintenant offerte à la fois sur les roadsters et versions coupé 2+2. Les freins avant Girling sont désormais ventilés. Le châssis long et la prise de poids, bien que le V12 ne soit pas plus lourd que le moteur XK, donnent un caractère plus civilisé mais encore sportif selon la conduite, surtout avec les rares versions en boîte mécanique, recherchées pour cela.

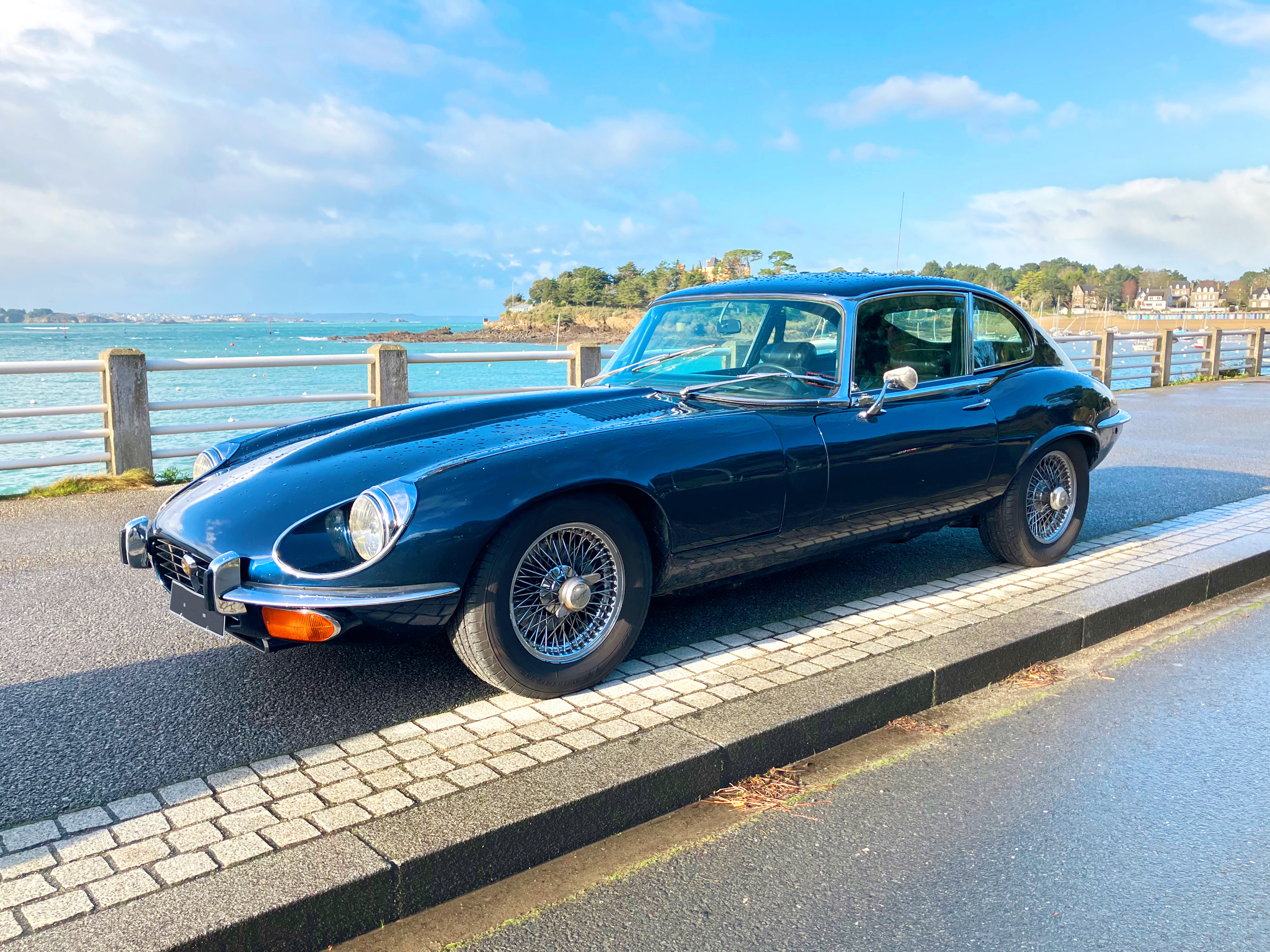
Un coupé 2+2 Série 3 mue par un V12 de 5,3 L pour 272 ch, très souple à bas-régime.
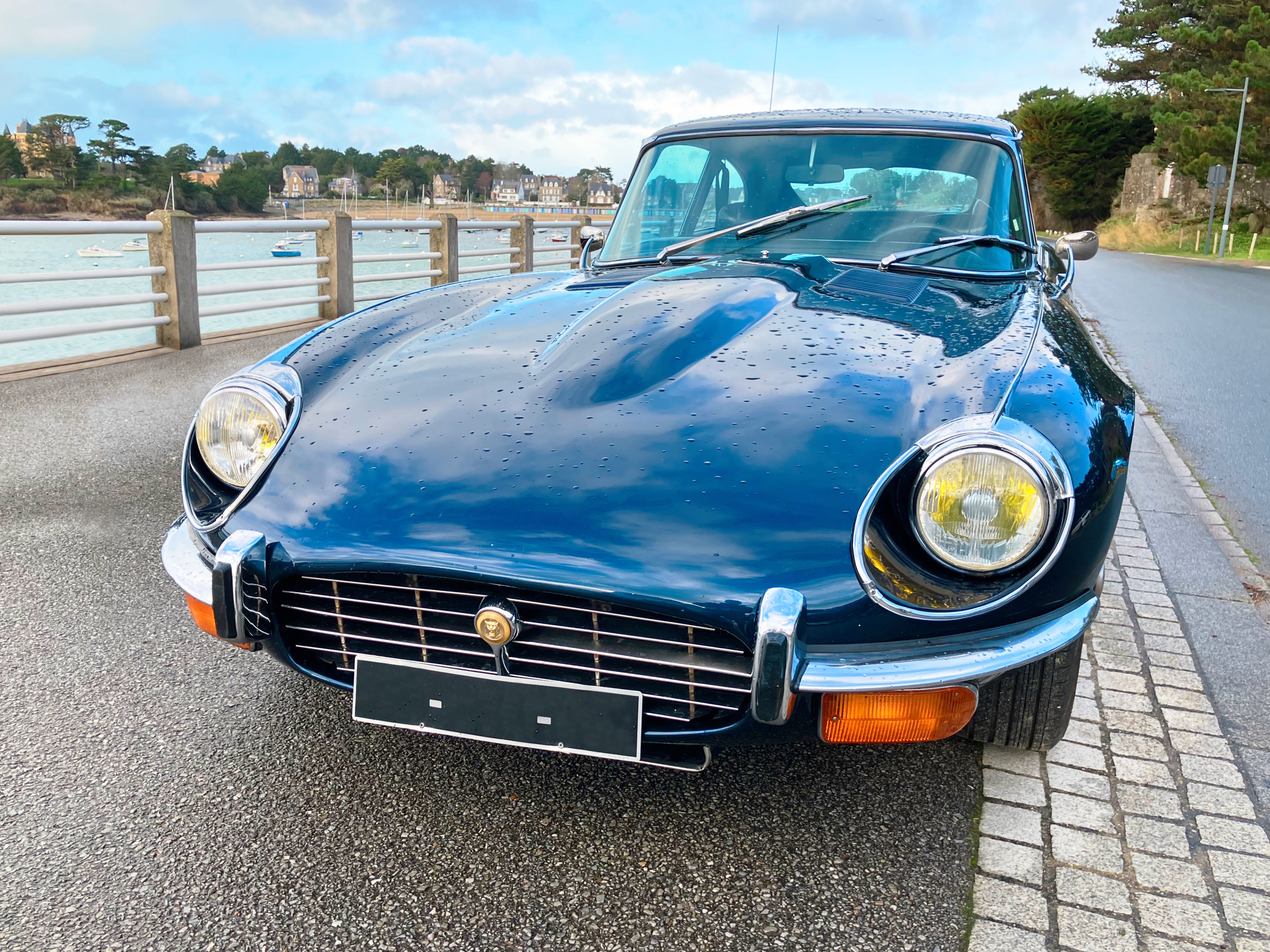
La Série 3 a une calandre « grillagée » plus large que les précédentes Séries …
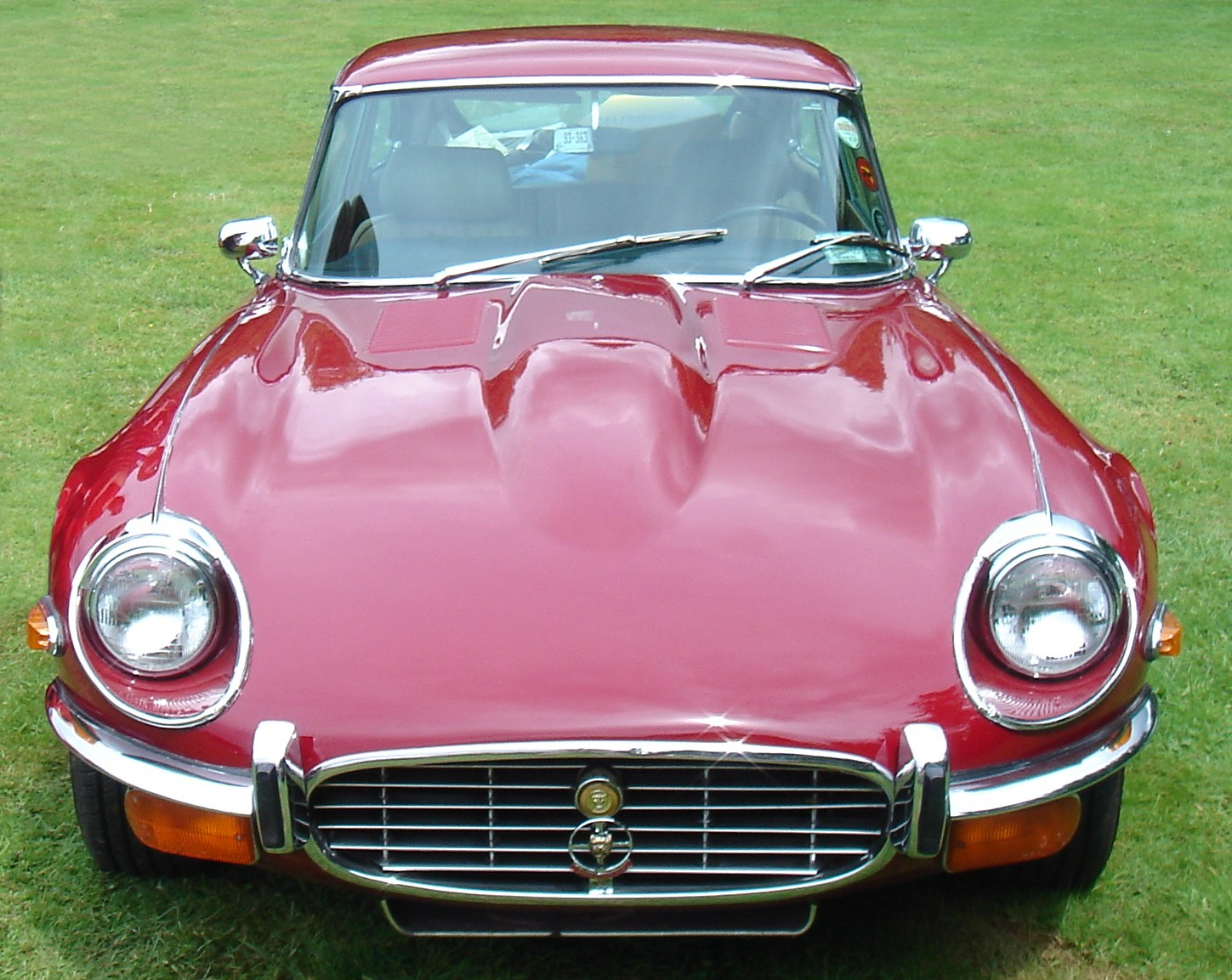
… pour améliorer le refroidissement de son gros moteur.

### Conversion électrique
En 2017, Jaguar Classic, la filiale de la marque anglaise convertit un exemplaire de Type E Série 1.5 cabriolet à l'électrique et la nomme Type E Zéro. Le remplacement du bloc six-cylindres en ligne XK par un moteur électrique associé à une batterie de 40 kWh permet à la Type E d'être plus puissante (300 chevaux) et plus légère de 46 kg. L'autonomie est annoncée à 270 km. Le 0 à 100 km/h est réalisé en 5,5 secondes, une seconde de mieux qu'une Type E série 1. Jaguar déclare que cette conversion est réalisable sur n'importe quelle Jaguar ancienne dotée d'un moteur XK.
En août 2018, Jaguar Classic a confirmé la production de la nouvelle Type E électrique vu le succès rencontré par le concept au Tech Fest en 2017. L'objectif est de livrer les premières Type E nouvelle génération durant l’été 2020.
En novembre 2019, Jaguar annonce la suspension du projet Type-E ZERO .

### Version Spéciale
En 1966,  un coupé Type-E Jaguar fût restylisé et personnalisés par le designer industriel et automobile de renommée mondiale Raymond Loewy. Il repris également dans son style le design d'un XK140 de 1955 mais cette dernière fût détruite dans un incendie en 1957. Ainsi, seule la Type-E survécut. L'importante refonte des carrosseries fût refaite en France à Sens. Loewy conduisit cette voiture lorsqu'il vivait en France et à Monaco

## Caractéristiques

### Chaîne cinématique

#### Motorisations
| Modèle            | Construction | Moteur                  | Cylindrée         | Performance                    | Couple                 | 0 à 100 km/h | Vitesse maximale | Consommation  |
| ----------------- | ------------ | ----------------------- | ----------------- | ------------------------------ | ---------------------- | ------------ | ---------------- | ------------- |
| Jaguar Type E 3.8 | 1961 - 1964  | 6 cylindres en ligne XK | 3 781 cm3 (3,8 L) | 198 kW (269 ch) à 5 500 tr/min | 353 N m à 4 000 tr/min | 7,4 s        | 229 km/h         | 15,7 L/100 km |
| Jaguar Type E 4.2 | 1965 - 1968  | 6 cylindres en ligne XK | 4 235 cm3 (4,2 L) | 198 kW (269 ch) à 5 400 tr/min | 384 N m à 4 000 tr/min | 7,1 s        | 230 km/h         | 16,6 L/100 km |
| Jaguar Type E V12 | 1971 - 1975  | 12 cylindres en V       | 5 343 cm3 (5,3 L) | 200 kW (272 ch) à 5 850 tr/min | 451 N m à 3 600 tr/min | 6,4 s        | 241 km/h         | 17,7 L/100 km |